# Emelie Larsson

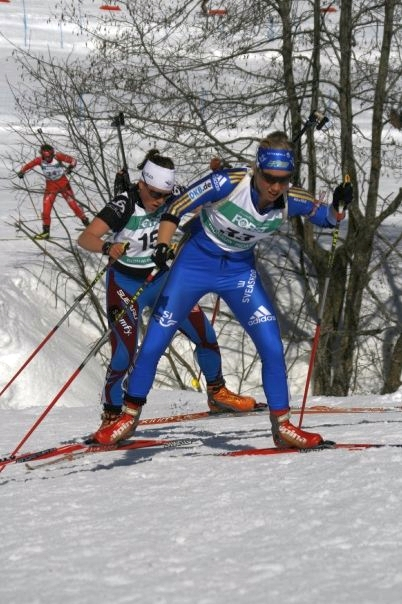
Emelie Larsson i IBU-cupen 2009 i Ridnaun

Emelie Larsson, född 5 juni 1987 i Sysslebäck, är en svensk skidskytt som tävlar för Bore Biathlon.
Emelie började åka längdskidor vid 4 års ålder, och gick över till skidskytte när hon var 11. Hon har studerat fyra år på Skidskyttegymnasiet i Torsby.
Emelie ingår i Svenska Skidskytteförbundets utvecklingslag, och tävlar oftast i IBU-cupen, men fick debutera i världscupen säsongen 2009/2010 i Östersunds distanslopp.
Hennes allra bästa placering i världscupen är en 21:a plats i världscuppremiären i Östersund den 1 december 2011.